# تریستانا
تریستانا (به اسپانیایی: Tristana) فیلمی اسپانیایی به کارگردانی لوئیس بونوئل و محصول سال ۱۹۷۰است. فیلم محصول مشترک سه کشور اسپانیا، فرانسه و ایتالیا است.
در این فیلم که بر اساس رمانی از بنیتو پرز گالدوس ساخته شده‌است، بازیگرانی همچون کاترین دنو و فرناندو ری به ایفای نقش می‌پردازند. صدای کاترین دونو، بازیگر فرانسوی، و همین‌طور صدای فرانکو نرو، بازیگر ایتالیایی، به اسپانیایی دوبله شده‌است.
فیلم در تولدو، اسپانیا فیلم‌برداری شده‌است. فیلم تریستانا نامزد دریافت جایزه اسکار بهترین فیلم غیر انگلیسی‌زبان شد و در جشنواره فیلم کن ۱۹۷۰ هم به نمایش درآمد، اما وارد مرحلهٔ نهایی نشد.